# La Remuée

La Remuée este o comună în departamentul Seine-Maritime, Franța. În 1 ianuarie 2022 avea o populație de 1.280 de locuitori.